# 塘南镇 (当涂县)
塘南镇，是中华人民共和国安徽省马鞍山市当涂县下辖的一个乡镇级行政单位。

## 行政区划
塘南镇下辖以下地区：
藏皇阁社区、边湖村、普新村、吴村港村、兴永村、桃元村、新卫村、白马村、邰桥村、大姜村、大高村、塘南村、凤凰村和曹坝村。